# Ничия любов
„Ничия любов“ (на испански: Amor de nadie) е мексиканска теленовела, създадена от Ерик Вон, режисирана от Мигел Корсега и Моника Мигел, и продуцирана от Карла Естрада за Телевиса през 1990-1991 г.
В главните роли са Саул Лисасо, Бертин Осборн и Фернандо Айенде, изпълняващи персонажите на тримата съпрузи на София, изиграна от Лусия Мендес, а в отрицателните роли са Хоакин Кордеро, Алехандра Малдонадо и Ракел Морел.

## Сюжет
София е родена и отраснала в беден миньорски град, в който живее с майка си и брат си. Девойката мечтае да напусне този град, в който не е щастлива. София е влюбена в Луис, добър и честен човек, който изчезва в автомобилна катастрофа. Не престават тежките моменти за София – след изчезването на Луис, брат ѝ Пабло, който работи в мината, е осакатен от машина. Отчаяна, София започва да търси пари, за да помогне за лечението на Пабло. Велармино, най-богатият човек в града, предлага на София да плати за лечението на брат ѝ, като ѝ предлага да се премести в дома му и да стане негова любовница. Останала без изход, София приема, но брат ѝ умира. Тогава тя решава да избяга и да отиде в град Мексико, където да осъществи най-голямата си мечта – да стане модел.
Красотата на София ѝ отваря вратите на най-известните мексикански дизайнери, но тази красота поражда у Вера дълбока завист. Вера е красива и квалитетна манекенка, но тя не търпи да има конкуренция, затова решава да отмъсти на София. На едно дефиле София се запознава с Гиермо и двамата се влюбват. Двамата изживяват една страстна любов и решават да се оженят, но точно преди сватбата Гиермо е диагностициран с ХИВ. Болестта му го кара да се откаже от сватбата. София се премества в дома на Гиермо, за да се грижи за него, но там Раул, бащата на Гиермо, превръща живота ѝ в ад.
Раул злоупотребява със София и тя забременява, малко по-късно Гиермо умира, а София ражда син. Тя решава да замине за Испания и там се запознава с Оскар. Двамата се влюбват, но между тях застава Хилда. Междувременно, Вера е вманиачена в идеята да унищожи София, но опитите, които прави, причиняват и на двете нещастие. След известно време Оскар умира, а Вера прави покушения срещу София. След много обрати и препятствия, в крайна сметка, София се събира с Луис, който се оказва жив, и който е истинската любов на София.

## Актьори
Част от актьорския състав:
- Лусия Мендес – София Ернандес
- Саул Лисасо – Луис
- Бертин Особорн – Оскар Наваро
- Фернандо Айенде – Гиермо Сантиестебан
- Хоакин Кордеро – Раул Сантиестебан
- Сусана Александър – Хулиета де Сантиестебан
- Фернанда Саенс – Едмундо
- Алехандар Малдонадо – Вера
- Лупита Лара – Амелия
- Ирма Лосано – Бети
- Херман Роблес – Велармино
- Ракел Морел – Хилда Санд
- Маргарита Санс – Маргарита Сантиестебан
- Моника Мигел – Сокоро Ернандес
- Хосе Елиас Морено – Хорхе
- Патрисия Перейра – Сабрина
- Барбара Корсега – Ема
- Магда Карина – Елиса Ернандес
- Оливия Бусио – Лена
- Херардо Мургия – Хайме
- Мигел Писаро – Пабло Ернандес
- Хосе Мария Торе – Рикардо Сантиестебан
- Роберто Бландон – Карлос
- Ада Караско – Кони
- Луис Кутуриер – Густаво
- Серхио Басаниес – Марио
- Артуро Лорка – Пепе
- Тео Тапия – Рамиро
- Марина Марин – Офелия

## Премиера
Премиерата на Ничия любов е на 10 септември 1990 г. по Canal de las Estrellas. Последният 199. епизод е излъчен на 14 юни 1991 г.

## Награди и номинации
Награди TVyNovelas 1992
| Категория                            | Номинация           | Резултат   |
| ------------------------------------ | ------------------- | ---------- |
| Най-добра теленовела                 | Карла Естрада       | Номинирана |
| Най-добра актриса в главна роля      | Лусия Мендес        | Номинирана |
| Най-добър актьор в главна роля       | Фернандо Айенде     | Номиниран  |
| Най-добра актриса в отрицателна роля | Алехандра Малдонадо | Номинирана |
| Най-добър актьор в отрицателна роля  | Хоакин Кордеро      | Номиниран  |
| Най-добро детско участие             | Хосе Мария Торе     | Номиинран  |
| Най-добър оператор                   | Алехандро Фрутос    | Номиниран  |